# 김룡연
김룡연(金龍淵, 1916년 1월 24일~2008년 3월 19일)은 조선민주주의인민공화국의 군인, 정치인이다. 최고인민회의 제7·8·9·10·11기 대의원과 조선반제투사 노병위원회 부위원장, 만경대혁명학원 원장을 지냈으며, 조선인민군 대장과 차수를 거쳤다.